# 布施明
布施 明（ふせ あきら、本名：布施 晃、1947年（昭和22年）12月18日 - ）は、日本の歌手・シンガーソングライター・俳優。

## 人物
東京都三鷹市出身。東京都立府中高等学校入学後、豊島実業高等学校（現在の豊島学院高等学校）へ転校し、卒業した。
1965年にデビューした。所属事務所は渡辺プロダクションとプロダクション尾木を経て2012年より独立し、FRA音楽創舎を設立する。所属レコード会社はキングレコードを経て、2018年に徳間ジャパンコミュニケーションズからのリリース後は自主制作、自社レーベルでリリースする。
血液型はA型。横浜市立大学学長を務めた布施勉は実兄。妻は歌手の森川由加里。

## 略歴
布施は事務所の先輩であるザ・ピーナッツに憧れて歌手を目指した。高校在学中に日本テレビ系のオーディション番組『味の素ホイホイ・ミュージック・スクール』に合格し、渡辺プロダクションにスカウトされる。
デビュー当時には事務所の先輩でもある伊東ゆかりや園まりなどのステージの前座を経験している。
1965年、「君に涙とほほえみを」でキングレコードからデビューした。その後も「恋」「霧の摩周湖」「愛は不死鳥」「積木の部屋」等のヒット曲を連発する。
1969年、TBSテレビのドラマ『S・Hは恋のイニシァル』で俳優として主演を務めた。俳優として映画『ラヂオの時間』、ミュージカル『オケピ!』、テレビドラマ『男の選びかた』『ウソコイ』『WATER BOYS』『仮面ライダー響鬼』などに出演した。
ヒット曲に恵まれながら賞レースと長らく縁が無い「無冠の帝王」であったが、1975年にシンガーソングライター・小椋佳より提供された「シクラメンのかほり」の大ヒット・ミリオンセラー達成により、第17回日本レコード大賞・第6回日本歌謡大賞・FNS歌謡祭での最優秀グランプリなど、数多の賞を総なめにした。
その後も「傾いた道しるべ」「陽ざしの中で」「落葉が雪に」「君は薔薇より美しい」「恋のサバイバル」等のヒット曲を連発する。
年末恒例の『NHK紅白歌合戦』（NHK総合・ラジオ第1、#NHK紅白歌合戦出場歴参照）にも常連出場するなど、日本を代表する男性歌手へと確実に成長した。
熱狂的な人気を集めながらも歌唱力の評価は非常に高く、クラシック番組「オーケストラがやって来た」（TBS）にメイン・ゲストとして出演し、シューベルトの歌曲に挑戦したことがある。
1980年、女優・オリヴィア・ハッセーと結婚し、話題を呼ぶ。同年アメリカに渡り、歌手活動やミュージカルなどに出演した。
1983年、息子Maxが誕生した。しかし1989年に離婚し、日本に帰国した。当時の日本では考えられない額の慰謝料・養育費が話題になる。
2004年、『NHK紅白歌合戦』に出演し、通算出演20回を達成した。
2005年、『仮面ライダー響鬼』の主題歌「少年よ」を発売した。布施のシングルとして25年振りのオリコンTOP20入りを果たし、初動セールス1万枚突破のヒットとなった。同年11月、『仮面ライダー響鬼』の2代目オープニング・テーマ曲「始まりの君へ」を発売した。同年12月、21回目の出演となった『NHK紅白歌合戦』で「少年よ」を歌う。NHKと民放の枠を超え、ヒビキ役の細川茂樹、仮面ライダー響鬼などに扮したスーツアクターたち（伊藤慎ほか）とNHKホールのステージ上で共演した。
2006年12月13日、ユニバーサルミュージックに移籍した。森山良子とのデュエット曲「やさしく愛して〜Love Me Tender」を発売した。同年12月、22回目の出演となった『NHK紅白歌合戦』でジョン・レノンの「イマジン」を歌う。
2008年、『第50回日本レコード大賞』でアルバム「Ballade」が企画賞を受賞した。24回目の出演となった『NHK紅白歌合戦』では「君は薔薇より美しい」を歌い、35年振りにトップ・バッターを務めた。当時布施は61歳であり、美川憲一と並んでトップ・バッター担当歌手の最年長記録となっている。
2009年、25回目の出演となった『NHK紅白歌合戦』で「マイ・ウェイ」を歌った。そして同年限りで紅白卒業を宣言し、ポップス歌手出場枠を後進に譲る意向を明かす。
2013年4月、歌手の森川由加里と結婚した事を公表した。
2015年、『第57回日本レコード大賞』で功労賞を受賞した。
2019年3月5日、喉の不調で診察を受け「声帯ポリープ」と診断されたことを公表した。4月2日、同月中旬以降にポリープの除去手術を受けるため、司会として出演が予定されていた同月3日スタートの歌謡番組『日本の名曲 世界の名曲 人生、歌がある』（BS朝日）について療養期間中は出演を見送ることを明らかにした。その後4月17日、手術前の検診でポリープが消失していることが確認されたため、手術を受けることなく同番組の司会担当として2019年6月に復帰し、芸能活動を再開している。
2020年に芸能活動55周年、2025年に芸能活動60周年をそれぞれ迎えた。

## ディスコグラフィ

### シングル
| 発売年                                         | 規格品番    | 面                 | タイトル                                   | 作詞                                 | 作曲                              | 編曲                         | 備考 |
| キングレコード                                 |             |                    |                                            |                                      |                                   |                              | |
| 1965年5月10日                                  | BS-7095     | A                  | 君に涙とほほえみを                         | M. Rapetti（訳: 安井かずみ）         | G. Marchetti、R. Satti            | 服部克久                     | |
| 1965年5月10日                                  | BS-7095     | B                  | そよ風を君にあげよう                       | A. Locatelli（訳: 七野洋太）         | S. Taccani                        | 森岡賢一郎                   | |
| 1965年7月10日                                  | BS-312      | A                  | さすらいの丘                               | 秋元近史                             | あづまのぼる                      | 森岡賢一郎                   | |
| 1965年7月10日                                  | BS-312      | B                  | 青春の別れ                                 | 比良九郎                             | 飯田三郎                          | 飯田三郎                     | |
| 1965年10月10日                                 | BS-324      | A                  | 若い明日                                   | 岩谷時子                             | いずみたく                        | いずみたく                   | 日本テレビ系ドラマ『青春とはなんだ』主題歌 |
| 1965年10月10日                                 | BS-324      | B                  | 貴様と俺                                   | 岩谷時子                             | いずみたく                        | いずみたく                   | 日本テレビ系ドラマ『青春とはなんだ』挿入歌 |
| 1965年12月1日                                  | BS-7126     | A                  | 100発100中                                 | 岩谷時子                             | 佐藤勝                            | 森岡賢一郎                   | 東宝映画『100発100中』主題歌 |
| 1965年12月1日                                  | BS-7126     | B                  | 太陽のかけら                               | Michael Holm（訳: 七野洋太）         | Michael Holm                      | 森岡賢一郎                   | スウェーデン映画『太陽のかけら』主題歌 |
| 1966年3月1日                                   | BS-390      | A                  | おもいで                                   | 水島哲                               | 平尾昌晃                          | 森岡賢一郎                   | |
| 1966年3月1日                                   | BS-390      | B                  | 悲しき旅路                                 | 橋本淳                               | すぎやまこういち                  | すぎやまこういち             | |
| 1966年7月20日                                  | BS-462      | A                  | 銀の涙                                     | 水島哲                               | 平尾昌晃                          | 森岡賢一郎                   | |
| 1966年7月20日                                  | BS-462      | B                  | さよならのくちづけ                         | 水島哲                               | 平尾昌晃                          | 森岡賢一郎                   | |
| 1966年12月1日                                  | BS-545      | A                  | 霧の摩周湖                                 | 水島哲                               | 平尾昌晃                          | 森岡賢一郎                   | |
| 1966年12月1日                                  | BS-545      | B                  | ひとりぼっちのブルース                     | 水島哲                               | 平尾昌晃                          | 森岡賢一郎                   | |
| 1966年12月20日                                 | BS-567      | A                  | これが青春だ                               | 岩谷時子                             | いずみたく                        | いずみたく                   | 日本テレビ系ドラマ『これが青春だ』主題歌 |
| 1966年12月20日                                 | BS-567      | B                  | 貴様と俺                                   | 岩谷時子                             | いずみたく                        | いずみたく                   | |
| 1967年3月1日                                   | BS-582      | A                  | 恋                                         | 平尾昌晃（補: 水島哲）               | 平尾昌晃                          | 森岡賢一郎                   | |
| 1967年3月1日                                   | BS-582      | B                  | すずかけの泉                               | 水島哲                               | 平尾昌晃                          | 森岡賢一郎                   | |
| 1967年6月15日                                  | BS-650      | A                  | 赤いムームー                               | 水島哲                               | 平尾昌晃                          | 森岡賢一郎                   | |
| 1967年6月15日                                  | BS-650      | B                  | 砂浜の恋                                   | 水島哲                               | 平尾昌晃                          | 森岡賢一郎                   | |
| 1967年9月20日                                  | BS-710      | A                  | 愛のこころ                                 | なかにし礼                           | 平尾昌晃                          | 森岡賢一郎                   | |
| 1967年9月20日                                  | BS-710      | B                  | 榛名湖の少女                               | なかにし礼                           | 平尾昌晃                          | 森岡賢一郎                   | |
| 1967年10月1日                                  | BS-741      | A                  | でっかい青春                               | 岩谷時子                             | いずみたく                        | いずみたく                   | 日本テレビ系ドラマ『でっかい青春』主題歌 |
| 1967年10月1日                                  | BS-741      | B                  | 青春のマーチ                               | 岩谷時子                             | いずみたく                        | いずみたく                   | 日本テレビ系ドラマ『でっかい青春』挿入歌 |
| 1968年2月1日                                   | BS-780      | A                  | 涙をおふき                                 | 世志凡太                             | 森岡賢一郎                        | 森岡賢一郎                   | |
| 1968年2月1日                                   | BS-780      | B                  | 夜の追想                                   | なかにし礼                           | 森岡賢一郎                        | 森岡賢一郎                   | |
| 1968年4月20日                                  | BS-825      | A                  | 愛の園                                     | 山上路夫                             | 平尾昌晃                          | 森岡賢一郎                   | 西城秀樹の「愛の園」とは同名異曲。 |
| 1968年4月20日                                  | BS-825      | B                  | 愛のカンツォーネ                           | 山上路夫                             | 東海林修                          | 東海林修                     | |
| 1968年9月1日                                   | BS-888      | A                  | 愛の香り                                   | 安井かずみ                           | 平尾昌晃                          | 森岡賢一郎                   | |
| 1968年9月1日                                   | BS-888      | B                  | 悲しみのバラード                           | 安井かずみ                           | 平尾昌晃                          | 森岡賢一郎                   | |
| 1969年1月10日                                  | BS-940      | A                  | 華麗なる誘惑                               | 山上路夫                             | 平尾昌晃                          | 森岡賢一郎                   | |
| 1969年1月10日                                  | BS-940      | B                  | 甘きセレナーデ                             | 山上路夫                             | 平尾昌晃                          | 森岡賢一郎                   | |
| 1969年4月1日                                   | BS-980      | A                  | 星のみずうみ                               | 小口幸重                             | 平尾昌晃                          | 小谷充                       | |
| 1969年4月1日                                   | BS-980      | B                  | アカシアの女                               | 山上路夫                             | 平尾昌晃                          | 森岡賢一郎                   | |
| 1969年9月1日                                   | BS-1065     | A                  | バラ色の月                                 | なかにし礼                           | 平尾昌晃                          | 小谷充                       | |
| 1969年9月1日                                   | BS-1065     | B                  | 愛の歴史                                   | 安井かずみ                           | 平尾昌晃                          | 小谷充                       | |
| 1969年12月10日                                 | BS-1115     | A                  | ときめき                                   | 山上路夫                             | 村井邦彦                          | 川口真                       | [ 注 2 ] |
| 1969年12月10日                                 | BS-1115     | B                  | あいつの涙                                 | 川口忠夫                             | 平尾昌晃                          | 小谷充                       | |
| 1970年3月20日                                  | BS-1185     | A                  | 愛の虹                                     | 安井かずみ                           | かまやつひろし                    | 森岡賢一郎                   | |
| 1970年3月20日                                  | BS-1185     | B                  | あなたが私を愛するように                   | 山口あかり                           | 小谷充                            | 小谷充                       | |
| 1970年4月20日                                  | BS-1213     | A                  | 愛は不死鳥                                 | 川内康範                             | 平尾昌晃                          | 小谷充                       | |
| 1970年4月20日                                  | BS-1213     | B                  | 霧の羽田空港                               | 山上路夫                             | 平尾昌晃                          | 小谷充                       | |
| 1970年7月1日                                   | BS-1224     | A                  | そっとおやすみ                             | クニ河内                             | クニ河内                          | テディ池谷                   | |
| 1970年7月1日                                   | BS-1224     | B                  | 恋愛失格                                   | なかにし礼                           | クニ河内                          | 小谷充                       | |
| 1970年11月20日                                 | BS-1287     | A                  | 冬の停車場                                 | 山上路夫                             | 三月はじめ                        | テディ池谷                   | |
| 1970年11月20日                                 | BS-1287     | B                  | 女                                         | 結城一平                             | 結城一平                          | テディ池谷                   | |
| 1971年4月20日                                  | BS-1372     | A                  | 愛の終りに                                 | 島津ゆうこ                           | クニ河内                          | 宮川泰                       | |
| 1971年4月20日                                  | BS-1372     | B                  | 今はふたり                                 | クニ河内                             | クニ河内                          | 宮川泰                       | |
| 1971年10月1日                                  | BS-1443     | A                  | 今日、今、この時 TO WAIT FOR LOVE          | H. David（訳: 安井かずみ）           | B. Bacharach                      | C. Anderson                  | |
| 1971年10月1日                                  | BS-1443     | B                  | ME JAPANESE BOY                            | H. David                             | B. Bacharach                      | C. Anderson                  | |
| 1971年12月10日                                 | BS-1463     | A                  | 何故                                       | 山上路夫                             | 平尾昌晃                          | 森岡賢一郎                   | [ 10 ] |
| 1971年12月10日                                 | BS-1463     | B                  | 小さな屋根の下                             | 山上路夫                             | 平尾昌晃                          | 森岡賢一郎                   | |
| 1972年5月10日                                  | BS-1517     | A                  | 愛すれど切なく                             | 山上路夫                             | 平尾昌晃                          | 宮川泰                       | |
| 1972年5月10日                                  | BS-1517     | B                  | マイ・ウェイ                               | Paul Anka（訳: 片桐和子）            | Claude François・Jacques Revaux   | 堂本重道                     | フランク・シナトラのカバー曲。 |
| 1972年9月25日                                  | BS-1595     | A                  | 白いラブレター                             | 山上路夫                             | 平尾昌晃                          | 竜崎孝路                     | |
| 1972年9月25日                                  | BS-1595     | B                  | ふるき友 心の唄                            | 布施明                               | 布施明                            | 大野克夫                     | |
| 1973年2月10日                                  | BS-1639     | A                  | その時あなたは                             | 山上路夫                             | 平尾昌晃                          | 森岡賢一郎                   | |
| 1973年2月10日                                  | BS-1639     | B                  | 燃えるにまかせて                           | 山上路夫                             | 平尾昌晃                          | 森岡賢一郎                   | |
| 1973年4月20日                                  | BS-1680     | A                  | 陽は沈み陽は昇る                           | 安井かずみ                           | ニーノ・ロータ                    | 森岡賢一郎                   | |
| 1973年4月20日                                  | BS-1680     | B                  | 鐘は鳴る                                   | 阿久悠                               | 都倉俊一                          | 都倉俊一                     | |
| 1973年7月25日                                  | BS-1733     | A                  | 甘い十字架                                 | 安井かずみ                           | 加瀬邦彦                          | 馬飼野康二                   | |
| 1973年7月25日                                  | BS-1733     | B                  | 君の素顔                                   | 安井かずみ                           | 加瀬邦彦                          | 馬飼野康二                   | |
| 1973年11月25日                                 | BS-1770     | A                  | 愛よ飛べ                                   | 安井かずみ                           | 加瀬邦彦                          | 馬飼野康二                   | |
| 1973年11月25日                                 | BS-1770     | B                  | 明日に架ける愛                             | 安井かずみ                           | 加瀬邦彦                          | 馬飼野康二                   | |
| 1974年3月10日                                  | BS-1809     | A                  | 積木の部屋                                 | 有馬三恵子                           | 川口真                            | 川口真                       | |
| 1974年3月10日                                  | BS-1809     | B                  | 愛の孤独                                   | なかにし礼                           | 川口真                            | 川口真                       | |
| 1974年9月25日                                  | BS-1879     | A                  | 愛の詩を今あなたに                         | なかにし礼                           | 川口真                            | 東海林修                     | |
| 1974年9月25日                                  | BS-1879     | B                  | この胸に                                   | 布施明                               | 布施明                            | 東海林修                     | |
| 1975年4月10日                                  | BS-1921     | A                  | シクラメンのかほり                         | 小椋佳                               | 小椋佳                            | 萩田光雄                     | |
| 1975年4月10日                                  | BS-1921     | B                  | 淋しい時                                   | 小椋佳                               | 小椋佳                            | 萩田光雄                     | |
| 1975年10月25日                                 | BS-1976     | A                  | 傾いた道しるべ                             | 小椋佳                               | 小椋佳                            | 萩田光雄                     | |
| 1975年10月25日                                 | BS-1976     | B                  | 鳥の背に                                   | 小椋佳                               | 小椋佳                            | 萩田光雄                     | |
| 1976年4月21日                                  | GK-10       | A                  | 陽ざしの中で                               | 関真次                               | 吉川忠英                          | 瀬尾一三                     | |
| 1976年4月21日                                  | GK-10       | B                  | 僕の心は風に舞う                           | 関真次                               | 吉川忠英                          | 瀬尾一三                     | |
| 1976年10月10日                                 | GK-56       | A                  | 落葉が雪に                                 | 布施明                               | 布施明                            | 川口真                       | サントリー・ゴールドラベルCMソング |
| 1976年10月10日                                 | GK-56       | B                  | 夢のむこうへ                               | 布施明                               | 布施明                            | 船山基紀                     | |
| 1977年4月5日                                   | GK-87       | A                  | ひとり芝居                                 | 布施明                               | 布施明                            | 船山基紀                     | |
| 1977年4月5日                                   | GK-87       | B                  | セピア・カラー                             | 布施明                               | 布施明                            | 佐藤準                       | |
| 1977年9月5日                                   | GK-135      | A                  | 旅愁〜斑鳩にて〜                           | 松本隆                               | 川口真                            | 船山基紀                     | |
| 1977年9月5日                                   | GK-135      | B                  | 水彩画のような人                           | 松本隆                               | 川口真                            | 船山基紀                     | |
| 1978年3月10日                                  | GK-179      | A                  | 今夜は気取って                             | 布施明                               | R.Hughes                          | 林哲司                       | |
| 1978年3月10日                                  | GK-179      | B                  | 愛よ振り向いて                             | 布施明                               | 宮川泰                            | 馬飼野康二                   | |
| 1978年5月31日                                  | GK-220      | A                  | 君の歌が聞こえる                           | 布施明                               | 林哲司                            | 林哲司                       | |
| 1978年5月31日                                  | GK-220      | B                  | 負けちゃいけないよ                         | 布施明                               | 布施明                            | 林哲司                       | サントリーCMソング |
| 1978年9月5日                                   | GK-250      | A                  | めぐり逢い紡いで                           | るい                                 | 大塚博堂                          | 宮川泰                       | |
| 1978年9月5日                                   | GK-250      | B                  | かもめよ                                   | 布施明                               | 布施明                            | 宮川泰                       | |
| 1979年1月17日                                  | GK-280      | A                  | 君は薔薇より美しい                         | 門谷憲二                             | ミッキー吉野                      | ミッキー吉野                 | カネボウ化粧品1979年春のキャンペーンイメージソング、キリンビバレッジ「潤る茶」CMソング                                                           |
| 1979年1月17日                                  | GK-280      | B                  | セ・ラ・ヴィ -人生なんてそんなものさ-      | 布施明                               | 布施明                            | 浅野孝已                     | |
| 1979年5月5日                                   | GK-305      | A                  | 恋のサバイバル                             | D. Fekaris（訳: 布施明）             | F. Perren                         | 林哲司                       | Gloria Gaynor 'I Will Survive' のカバー曲 |
| 1979年5月5日                                   | GK-305      | B                  | 愛のメリーゴーランド                       | M. Bilyeu（訳: 清滝）                | M. Paulo                          | 林哲司                       | |
| 1979年8月21日                                  | GK-337      | A                  | 305の招待席                                | 門谷憲二                             | 鈴木茂                            | 鈴木茂                       | |
| 1979年8月21日                                  | GK-337      | B                  | ホテル・プルメリア                         | 布施明                               | 浜田金吾                          | 藤崎邦夫                     | |
| 1979年12月21日                                 | GK-371      | A                  | カルチェラタンの雪                         | 門谷憲二                             | 岡本一生                          | 戸塚修                       | リッカーミシンCMソング |
| 1979年12月21日                                 | GK-371      | B                  | LANA                                       | 布施明                               | 浜田金吾                          | 戸塚修                       | |
| 1980年7月5日                                   | K07S-1      | A                  | 愛よその日まで                             | 阿久悠                               | 布施明                            | 宮川泰                       | 映画『ヤマトよ永遠に』主題歌 |
| 1980年7月5日                                   | K07S-1      | B                  | 銀河伝説                                   | 阿久悠                               | 宮川泰                            | 宮川泰                       | |
| 1980年8月25日                                  | K07S-28     | A                  | I AM YOU                                   | Olivia H. Fuse                       | 布施明                            | 高島政晴                     | |
| 1980年8月25日                                  | K07S-28     | B                  | DOMO DOMO DOMO                             | 布施明                               | 布施明                            | 椎名和夫                     | |
| 1980年3月21日                                  | K07S-130    | A                  | 見のがしておくれ                           | 布施明                               | 布施明                            | 藤崎邦夫                     | |
| 1980年3月21日                                  | K07S-130    | B                  | Lady                                       | 布施明                               | 布施明                            | 藤崎邦夫                     | |
| 1980年12月21日                                 | K07S-148    | A                  | 勝手に想い出                               | 布施明                               | 布施明                            | 藤崎邦夫                     | |
| 1980年12月21日                                 | K07S-148    | B                  | 日本バンザイ                               | 布施明                               | 布施明                            | 藤崎邦夫                     | |
| 1981年4月5日                                   | K07S-186    | A                  | ザ・ヒーロー                               | 阿久悠                               | 布施明                            | 船山基紀                     | 日本テレビ系アニメ『ミスタージャイアンツ 栄光の背番号３』オープニング                                                                            |
| 1981年4月5日                                   | K07S-186    | B                  | それぞれの太陽                             | 阿久悠                               | 布施明                            | 船山基紀                     | 日本テレビ系アニメ『ミスタージャイアンツ 栄光の背番号３』エンディング                                                                            |
| フィリップス・レコード（日本フォノグラム）     |             |                    |                                            |                                      |                                   |                              | |
| 1982年9月25日                                  | 7PL-98      | A                  | たまらなくテイスティー                     | 有川正沙子                           | GANGY                             | Jai Winding                  | マツダ・カペラCMソング |
| 1982年9月25日                                  | 7PL-98      | B                  | 偽りの愛                                   | 布施明                               | 布施明                            | Jai Winding                  | |
| 1983年3月5日                                   |             | A                  | I・愛・EYES                                | 布施明                               | 布施明                            | 井川雅幸                     | 新V・ロートCMソング |
| 1983年3月5日                                   | B           | 恋のスーパースター | David Garfield                             | 布施明                               | 布施明                            |                              | |
| 1983年6月25日                                  | 7PL-121     | A                  | David Garfield                             | 布施明                               | 布施明                            | 恋のスーパースター （Take2） | |
| 1983年6月25日                                  | 7PL-121     | B                  | I・愛・EYES                                | 布施明                               | 布施明                            | 井川雅幸                     | |
| 1984年7月1日                                   | 7PL-162     | A                  | ファンタジー                               | 竜真知子                             | 鈴木キサブロー                    | 瀬尾一三                     | TBS系ドラマ『お父さんお帰りなさい』主題歌 |
| 1984年7月1日                                   | 7PL-162     | B                  | 愛のゴール                                 | 山上路夫                             | 都倉俊一                          | 都倉俊一                     | |
| 日本コロムビア                                 |             |                    |                                            |                                      |                                   |                              | |
| 1985年6月21日                                  | AH-610      | A                  | こころ美人                                 | なかにし礼                           | 筒美京平                          | 前田憲男                     | |
| 1985年6月21日                                  | AH-610      | B                  | 首輪のない犬                               | なかにし礼                           | 筒美京平                          | 大谷和夫                     | |
| 1985年11月1日                                  | AH-681      | A                  | 姉妹坂                                     | なかにし礼                           | 鈴木キサブロー                    | ボブ佐久間                   | 東宝映画『姉妹坂』主題歌 |
| 1985年11月1日                                  | AH-681      | B                  | 涙に理由はいらない                         | 布施明                               | 布施明                            | 天野正道                     | |
| 1986年4月21日                                  | AH-728      | A                  | 愛・サクセス                               | 大津あきら                           | 鈴木キサブロー                    | 天野正道                     | |
| 1986年4月21日                                  | AH-728      | B                  | SONG FOR THE YOUNG                         | Olivia H. Fuse                       | 布施明                            | 天野正道                     | |
| 1986年9月21日                                  | AH-769      | A                  | 愛の6日間                                  | なかにし礼                           | 天野正道                          | 天野正道                     | |
| 1986年9月21日                                  | AH-769      | B                  | Girl -I still love you                     | 布施明                               | 布施明                            | 安西史孝                     | |
| 1987年5月21日                                  | AH-830      | A                  | 別れに赤い薔薇                             | 売野雅勇                             | 天野正道                          | 天野正道                     | |
| 1987年5月21日                                  | AH-830      | B                  | 君は山手の風                               | 布施明                               | 布施明                            | 天野正道                     | '87年大丸イメージソング |
| 1987年12月21日                                 | AH-893      | A                  | さみしさの理由 Still You're The One For Me | 布施明                               | 水谷公生                          | 大谷和夫                     | テレビ朝日系『布施明のグッDAY』エンディングテーマ                                                                                                |
| 1987年12月21日                                 | AH-893      | B                  | SORRY -A LETTER FROM A-                    | 布施明                               | 布施明                            | 船山基紀                     | |
| ビクター音楽産業                               |             |                    |                                            |                                      |                                   |                              | |
| 1990年8月21日                                  | VDRS-1164   | 1                  | めまいの日々                               | 阿久悠                               | 筒美京平                          | 新川博                       | |
| 1990年8月21日                                  | VDRS-1164   | 2                  | MOON STRUCK                                | 阿久悠                               | 筒美京平                          | 新川博                       | |
| 1990年11月8日                                  | VDRS-10013  | 1                  | テーブル物語                               | 来生えつこ                           | 来生たかお                        | 井川雅幸                     | |
| 1990年11月8日                                  | VDRS-10013  | 2                  | 永遠                                       | 来生えつこ                           | 来生たかお                        | 川村栄二                     | |
| キングレコード                                 |             |                    |                                            |                                      |                                   |                              | |
| 1991年9月5日                                   | KIDS 57     | 1                  | 五月のバラ                                 | なかにし礼                           | 川口真                            | 若草恵                       | |
| 1991年9月5日                                   | KIDS 57     | 2                  | この世の果てまで                           | Sylvia Dee（訳：湯川れい子）         | Arthur Kent                       | 羽田健太郎                   | |
| キティレコード                                 |             |                    |                                            |                                      |                                   |                              | |
| 1993年11月26日                                 | KTDR-2075   | 1                  | 歓送の歌                                   | 小椋佳                               | 星勝                              | 萩田光男                     | TBS系『ザッツ！ウエディングベル』メインテーマ |
| 1993年11月26日                                 | KTDR-2075   | 2                  | 結婚なんてしたくない                       | 小椋佳                               | 小椋佳                            | 萩田光男                     | TBS系『ザッツ！ウエディングベル』挿入歌 |
| BMG/IDEAK（布施明 meets KADOMATSU）            |             |                    |                                            |                                      |                                   |                              | |
| 1996年1月24日                                  | BVDR-1077   | 1                  | ありがとう                                 | 細野晴臣                             | 細野晴臣                          | 角松敏生                     | 小坂忠のカバー。布施の 「君をこえる日」のカバーの希望を受け、角松の提案で実現。                                                                  |
| 1996年1月24日                                  | BVDR-1077   | 2                  | 君をこえる日                               | 角松敏生                             | 角松敏生                          | 角松敏生                     | 角松自身の曲のカバー。布施が角松に希望。 |
| 1996年6月21日                                  | BVDR-1108   | 1                  | Around the world                           | 角松敏生                             | 角松敏生                          | 角松敏生                     | 当名義での初のオリジナル。 |
| 1996年6月21日                                  | BVDR-1108   | 2                  | ありがとう（Ultra SETAGAYA Mix）           | 細野晴臣                             | 細野晴臣                          | 角松敏生                     | 前作のリミックス。角松は発売当時、リミックス曲の副題に東京の地名を入れることを好み取り入れていた。因みに、世田谷以外には、錦糸町、有楽町がある。 |
| ポリドール                                     |             |                    |                                            |                                      |                                   |                              | |
| 1999年7月1日                                   | PODH-1483   | 1                  | 心をあずけるまで                           | 因幡晃                               | 因幡晃                            | 林有三                       | |
| 1999年7月1日                                   | PODH-1483   | 2                  | I want to cry                              | 布施明                               | 布施明                            | 林有三                       | |
| zetima                                         |             |                    |                                            |                                      |                                   |                              | |
| 2001年7月25日                                  | EPDE-1092   | 1                  | ア・カペラ                                 | 秋元康                               | 小池雄治                          | 小西貴雄                     | |
| 2001年7月25日                                  | EPDE-1092   | 2                  | オーボエ奏者の特別な一日                   | 三谷幸喜                             | 服部隆之                          | 服部隆之                     | ミュージカル『オケピ!』より |
| 2002年5月22日                                  | EPDE-1100   | 1                  | DO MY BEST                                 | 布施明                               | 布施明                            | 芳野藤丸                     | |
| 2002年5月22日                                  | EPDE-1100   | 2                  | あなたの為に生きて                         | 布施明                               | 星野晴稔                          | 芳野藤丸                     | |
| 2003年10月22日                                 | EPCE-5246   | 1                  | のすたるぢや                               | 田島貴男                             | 田島貴男                          | 船山基紀                     | |
| 2003年10月22日                                 | EPCE-5246   | 2                  | I LOVE YOU                                 | 布施明                               | 布施明                            | 井川雅幸                     | |
| Rice Music                                     |             |                    |                                            |                                      |                                   |                              | |
| 2004年12月29日                                 | PKCP-2007   | 1                  | 自由                                       | 松山千春                             | 松山千春                          | 若草恵                       | |
| 2004年12月29日                                 | PKCP-2007   | 2                  | 君を守る                                   | 布施明                               | 布施明                            | 中島慶久                     | |
| avex mode                                      |             |                    |                                            |                                      |                                   |                              | |
| 2005年3月24日                                  | AVCA-22320  | 1                  | 少年よ                                     | 藤林聖子                             | 佐橋俊彦                          | 佐橋俊彦                     | テレビ朝日系『仮面ライダー響鬼』テーマソング。                                                                                                   |
| 2005年3月24日                                  | AVCA-22320  | 2                  | 輝                                         | 藤林聖子                             | 佐橋俊彦                          | 佐橋俊彦                     | テレビ朝日系『仮面ライダー響鬼』オープニング。                                                                                                   |
| 2005年11月2日                                  | AVCA-22453  | 1                  | 始まりの君へ                               | 藤林聖子                             | 佐橋俊彦                          | 佐橋俊彦                     | テレビ朝日系『仮面ライダー響鬼』主題歌。 |
| 2005年11月2日                                  | AVCA-22453  | 2                  | 天駆ける                                   | 藤林聖子                             | 佐橋俊彦                          | 佐橋俊彦                     | |
| 2005年11月2日                                  | AVCA-22453  | 3                  | 勇者見参                                   | 藤林聖子                             | 佐橋俊彦                          | 佐橋俊彦                     | |
| ユニバーサルシグマ／F&A PROJECT RECORDS（※印） |             |                    |                                            |                                      |                                   |                              | |
| 2006年12月13日                                 | UMCK-5159   | 1                  | やさしく愛して 〜Love Me Tender            | 山川啓介、Vera Matson、Elvis Presley | 森山良子、P.D.                    | 島健                         | 森山良子とデュエット。 |
| 2006年12月13日                                 | UMCK-5159   | 2                  | Final Romance                              |                                      | 森山良子                          | 島健                         | |
| 2007年8月8日                                   | UMCK-5159   | 1                  | 宙よ                                       | Hyun Ju Cho（訳：布施明）            | Ha Young Lim                      | 瀬尾一三、Ha Young Lim       | BSフジ・フジテレビ系韓国ドラマ『朱蒙 〜チュモン〜』日本語吹替え版エンディングテーマ                                                              |
| 2007年8月8日                                   | UMCK-5159   | 2                  | この手のひらほどの幸せ                     | 布施明                               | 布施明                            | 瀬尾一三                     | |
| 2008年2月13日                                  | UMCK-5191   | 1                  | この街で                                   | 新井満                               | 新井満・三宮麻由子                | 瀬尾一三                     | 城之内早苗 with 布施 明。 |
| 2010年7月3日                                   | ※FAPR-1001  | 1                  | 1万回のありがとう                          | 布施明                               | 布施明                            | 井川雅幸                     | |
| 2010年7月3日                                   | ※FAPR-1001  | 2                  | サヨナラを急がないで                       | 布施明                               | 布施明                            | 井川雅幸                     | |
| 2010年10月13日                                 | UMCK-5303   | 1                  | 根の歌                                     | 横尾嘉信                             | 横尾嘉信                          | 祐天寺浩美                   | コーラスジャパン名義。 |
| 2010年10月13日                                 | UMCK-5303   | 2                  | 根の歌（インストゥルメンタル）             |                                      | 横尾嘉信                          | 祐天寺浩美                   | |
| 2010年11月4日                                  | ※FAPR-1001+ | 1                  | 1万回のありがとう（クリスマスローズ Ver）  | 布施明                               | 布施明                            | 井川雅幸                     | |
| 2010年11月4日                                  | ※FAPR-1001+ | 2                  | SWAY                                       | Norman Gimbel                        | Luis Demetrio、Pablo Beltran Ruiz | 井川雅幸                     | |
| 2011年1月12日                                  | UMCK-5302   | 1                  | そろそろ帰ってきませんか                   | KUREI                                | ISEKI                             | 瀬尾一三                     | ハウス食品 - 北海道シチューCMソング。キマグレンが楽曲提供。                                                                                      |
| 2011年1月12日                                  | UMCK-5302   | 2                  | 縁                                         | Seo Hee Jeong（訳：布施明）          | 倉本裕基                          | 倉田信雄                     | |
| 2011年5月20日                                  | ※FAPR-1002  | 1                  | うりずんの風（かじ）                       | 布施明                               | 布施明                            | 西込加久見                   | |
| 2011年5月20日                                  | ※FAPR-1002  | 2                  | Daddy                                      | 布施明                               | 布施明                            | 西込加久見                   | |
| TOKUMA JAPAN COMMUNICATIONS                    |             |                    |                                            |                                      |                                   |                              | |
| 2014年10月1日                                  | TKCA-74153  | 1                  | 夢でもいいから                             | 布施明                               | 布施明                            | 井川雅幸                     | |
| 2014年10月1日                                  | TKCA-74153  | 2                  | ラ・ムール                                 | 布施明                               | 布施明                            | 井川雅幸                     | |
| 2016年9月7日                                   | TKCA-74396  | 1                  | 君に会いに行くよ                           | 尾上一平                             | 尾上一平                          | 船山基紀                     | |
| 2016年9月7日                                   | TKCA-74396  | 2                  | Dilemma（ディレマ）                        | 布施明                               | 布施明                            | 藤崎邦夫                     | |
| 2016年9月7日                                   | TKCA-74396  | 3                  | 泣かないで MY FRIEND（for KUMAMOTO）       | 布施明                               | 布施明                            | 井川雅幸                     | |

#### 非売品
- 愛の詩集 無/有（1970年）
- 布施明のそっくりショー/布施明の演歌（1972年）1972年発売LP『布施明ベスト20』特典の7インチレコード。
  - A面：ジャイアント馬場の瀬戸の花嫁（1972年5月31日 布施明 日生劇場リサイタルより収録）
  - B面：山の吊橋（1972年6月12日 春日八郎 厚生年金ホールリサイタルより収録）

### アルバム
※太字はサブスク配信中

#### オリジナル・アルバム
| 発売日                           | アルバム                                                            | 規格品番       | 備考 |
| -------------------------------- | ------------------------------------------------------------------- | -------------- | --- |
| キングレコード                   |                                                                     |                | |
| 1967年4月1日                     | 布施明デラックス"恋"                                                |                | 全12曲。「涙のギター」を除く11曲がシングル既発。2021年11月17日CD再発(KICX-5420)。 |
| 1968年8月20日                    | 布施明デラックス"愛の園"                                            |                | 全12曲。「愛1/2」を除く11曲がシングル既発。（前アルバムとの重複収録あり。） |
| 1969年2月20日                    | 愛                                                                  | SKD-14         | 全12曲。カバーアルバム。 |
| 1970年4月20日                    | 布施明ダブル・デラックス                                            |                | 2枚組。ヒット曲コーナー7曲、新曲コーナー6曲、外国曲コーナー5曲(メドレー含む)、組曲「旅」5曲（孤独な都会、たそがれの出逢い、幸せな日々、別離(別れ)、青春の別れ、夢のまの人生）。                                         |
| 1970年11月10日                   | 布施明デラックス（そっとおやすみ）                                  | SKD-51         | 全12曲。「Love Me Tonight」「その日まで」「愛を哀しく」を除く9曲がシングル既発。 |
| 1971年10月1日                    | When Akira Fuse Meets Burt Bacharach ─布施明がバカラックに会った時─ | SKD-91         | 全12曲。カバーアルバム。2014年4月16日紙ジャケCD再発(DSKA-6 Disk Union)。2019年09月11日CD再発(DUJPN-11 Disk Union) |
| 1971年12月1日                    | コンパック/布施明～世界に羽ばたく布施明～                           |                | 2枚組。ヒット曲コーナー7曲、実験コーナー6曲、バート・バカラック・コーナー7曲、トム・ジョーンズ・コーナー7曲。4面7曲目の「Love Me Tonight」は既発アルバムに収録のものとは異なるバージョン。                              |
| 1972年5月25日                    | マイ・ウェイ                                                        |                | 2枚組。1枚目は「シンガーソングライター布施明」（A面6曲、B面5曲、自作曲ではない曲やカバー曲も含む）。2枚目は「たしかな愛～宮川泰作品集」（A面5曲、B面4曲）。                                                             |
| 1972年12月25日                   | 布施明が選んだベストヒット12                                        |                | シングル「何故」「白いラブレター」収録。他の10曲はカバー曲で構成。 |
| 1974年7月25日                    | 古い上着を脱いで                                                    | SKA-90         | A面は「ミュージカル“火の鳥”」（思い出の約間、南へ行こう、ここは南の島、少女リマ、祝婚歌、火の鳥。作・構成：寺山修司、作・編曲：前田憲男）。B面は「そして26…」（作詞・作曲：布施明、編曲：深町純）。シングル作品未収録。 |
| 1975年8月10日                    | シクラメンのかほりから                                              | SKA-121        | シングル「シクラメンのかほり」収録。2021年11月17日CD再発(KICX-5421) |
| 1977年4月21日                    | そろそろ                                                            | SKS-9          | シングル「落葉が雪に」のアルバムバージョンを収録。2002年9月4日CD再発(KICX 7106)。 |
| 1978年5月21日                    | 今夜は気取ってみたらいい                                            | SKS-15         | シングル「今夜は気取って」収録。 |
| 1978年8月15日                    | The Love Dreams And Tears - When He Sings For "Takarazuka"          | SKS-20         | 寺田瀧雄作品集。2015年8月19日CD再発（DSKA-033 Disk Union 紙ジャケ）。 |
| 1978年12月5日                    | めぐり逢い紡いで                                                    | SKS-41         | シングル「めぐり逢い紡いで」収録。 |
| 1979年7月5日                     | サバイバル 愛ある限り君は美しい                                     | SKS-75         | シングル「君は薔薇より美しい」「恋のサバイバル」収録。 |
| 1979年12月21日                   | LANA                                                                | SKS-100        | シングル「カルチェラタンの雪」と同時発売だがアルバムには未収録。そのカップリングの「LANA」のアルバムバージョンをフィーチャーしたアルバム。                                                                              |
| 1980年8月25日                    | I AM                                                                | K28A-25        | シングル「I AM YOU」と同時発売だがアルバムには未収録。 |
| 1980年12月21日                   | GO MEN                                                              | K28A-136       | シングル「勝手に想い出」と同時発売だがアルバムには未収録。L.A.レコーディング。 |
| フィリップス・レコード           |                                                                     |                | |
| 1982年11月25日                   | California Seasons                                                  | 28PL-46        | |
| 1983年6月25日                    | Woman／布施明'83                                                    | 30PL-1         | 夢急行で15分 - NHK『みんなのうた』1983年10-11月放送曲収録。 |
| 日本コロムビア                   |                                                                     |                | |
| 1985年7月1日                     | 愛した女たちのために                                                | AF-7361        | 33C31-7550 2009年11月24日 CORR-10541（オンデマンドCD） |
| ビクター音楽産業                 |                                                                     |                | |
| 1989年8月21日                    | Mosaic                                                              | VDR-1627(CD)   | |
| BMG/IDEAK                        |                                                                     |                | |
| 1996年8月21日                    | Estimado 角松敏生とのコラボレーション                               | BVCR-2105(CD)  | |
| Tiger Enterprises Inc.           |                                                                     |                | |
| 1997年9月2日                     | Curtain Call                                                        | TEAF-1001(CD)  | |
| 徳間ジャパンコミュニケーションズ |                                                                     |                | |
| 2018年5月9日                     | WALK                                                                | TKCA-74650(CD) | |

### カバー・アルバム
|               | レーベル                         | 規格 | 規格品番   | アルバム                                                                   |
| ------------- | -------------------------------- | ---- | ---------- | -------------------------------------------------------------------------- |
| 1991年9月5日  | キングレコード                   | CD   | KICS-127   | ふたたび愛の唄を                                                           |
| 2002年9月4日  | キングレコード                   | CD   | KICX-7100  | 昭和フォーティーズ～マイ・ウェイ～                                         |
| 2004年6月2日  | キングレコード                   | CD   | KICS-2454  | 昭和カヴァーズ・ヒッツ                                                     |
| 2004年7月14日 | zetima                           | CD   | EPCE-5302  | SOMETHING JAZZY                                                            |
| 2008年9月10日 | ユニバーサルミュージック         | CD   | UMCK-1266  | Ballade                                                                    |
| 2009年4月8日  | ユニバーサルミュージック         | CD   | UMCK-1303  | BalladeII                                                                  |
| 2011年10月1日 | F&A Project Records              | CD   | FAPR-1003  | something JAZZY II                                                         |
| 2012年9月26日 | F&A Project Records              | CD   | FAPR-1004  | Way of the Maestro                                                         |
| 2015年3月25日 | 徳間ジャパンコミュニケーションズ | CD   | TKCA-74193 | 布施明 50周年記念セルフカバー プレミアムセレクション〜思いの丈すべて込め〜 |
| 2021年5月12日 | キングレコード                   | CD   | KICW-6583  | 熱唱～布施明の洋楽カバー                                                   |

#### ライブ・アルバム
| 発売日         | レーベル       | 規格           | 規格品番     | アルバム                                                                         |
| -------------- | -------------- | -------------- | ------------ | -------------------------------------------------------------------------------- |
| 1971年2月10日  | キングレコード | LP             | SKD-59       | 布施明リサイタル                                                                 |
| 2020年12月9日  | キングレコード | CD             | KICX-1132    | 布施明リサイタル                                                                 |
| 1971年4月1日   | キングレコード | LP             | SKK-3009     | Love Will Make A Better You ロックユニット「Love Live Life + One」名義セッション |
| 1990年12月25日 | キングレコード | CD             | NKCD-471     | Love Will Make A Better You ロックユニット「Love Live Life + One」名義セッション |
| 1971年6月20日  | キングレコード | LP             | SKD-75       | 日生劇場の布施明 A. FUSÉ LIVE IN NISSEI THEATER                                  |
| 2015年4月22日  | Disk Union     | CD（紙ジャケ） | DSKA-29      | 日生劇場の布施明 A. FUSÉ LIVE IN NISSEI THEATER                                  |
| 2019年09月11日 | Disk Union     | CD             | DUJPN-12     | 日生劇場の布施明 A. FUSÉ LIVE IN NISSEI THEATER                                  |
| 1972年7月25日  | キングレコード | LP             | SKA-29       | akira fuse message for.... 愛すれど切なく                                        |
| 1977年12月5日  | キングレコード | LP             | SKW117-18    | AKIRA FUSE LIVE                                                                  |
| 1986年12月1日  | 日本コロムビア | LP             | AF-7432      | ドラマティックコンサート 〜愛・秋・見聞録〜                                      |
| 1986年12月1日  | 日本コロムビア | CD             | 33CA-1281    | ドラマティックコンサート 〜愛・秋・見聞録〜                                      |
| 2014年10月22日 | 日本コロムビア | CD             | COCP-38774   | ドラマティックコンサート 〜愛・秋・見聞録〜                                      |
| 1987年12月1日  | 日本コロムビア | LP             | AZ-7283/4    | ドラマティックコンサート 〜秋を着飾る以前に…詩〜                                 |
| 1987年12月1日  | 日本コロムビア | CD             | 50CA-2038/9  | ドラマティックコンサート 〜秋を着飾る以前に…詩〜                                 |
| 2014年10月22日 | 日本コロムビア | CD             | COCP-38775/6 | ドラマティックコンサート 〜秋を着飾る以前に…詩〜                                 |

#### ベスト・アルバム
（レコード会社の名前が無い作品は全てキングレコードからの発売）
1. ベスト・アルバム（1971年、SKA-9、LP）
2. ベスト20（1972年、ALL-9、2LP）
3. ベスト20（1973年、SKA-49、2LP）
4. ベスト20（1973年、ALL-109、2LP）
5. ベスト20（1974年、SSS-9、2LP）
6. 傾いた道しるべ（1975年12月5日、LP）
7. ベスト20（1978年、AAA-210、2LP）
8. ベスト（1979年、AAA-309、LP）
9. 開けてみれば愛（1981年10月、K28A-208、LP）
10. 全曲集（1985年6月21日、BY32-5、CD、アポロン）
11. ベスト・ヒット16（1985年11月21日、33C31-7738、CD、日本コロムビア）
12. ベスト・コレクション（1987年4月1日、33CA-1458、CD、日本コロムビア）
13. 決定版!布施明全曲集（1988年10月21日、K30X-336、CD）
14. 全曲集（1988年12月1日、32CA-2986、CD、日本コロムビア）
15. ベスト・アルバム（1989年11月5日、 APCA-1016、CD、アポロン）
16. ゴールデン・ベスト・コレクション（1989年12月21日、CA-4384/5、2CD、日本コロムビア）
17. 全曲集（1990年10月21日、KICX-8039、CD）
18. ベスト・コレクション～オリジナル・レコーディングによる～（1991年9月5日、KICS-128/9、2CD）
19. 全曲集（1991年10月21日、KICX-2025、CD）
20. 全曲集（1992年9月26日、KICX-2074、CD）
21. ベスト・セレクション（1993年9月21日、COCA-11051、CD、日本コロムビア）
22. 全曲集（1993年9月22日、KICX-2124、CD）
23. 布施明が選んだベスト12（1994年2月5日、KICS-8022、CD）
24. 大全集（1994年7月2日、KICS-6039/44、6枚組CD-BOX）
25. 決定版 1995（1994年10月5日、KICX-2224、CD）
26. 決定版 1999（1998年10月23日、KICX-2435、CD）
27. ヒット・コレクション　J-POPヒットパレード12（1998年11月26日、WPC7-8564、CD、ワーナーミュージック・ジャパン）
28. 君の歌が聞こえる（1998年11月27日、KICX-7010、CD）
29. ベスト・アルバム（1998年12月16日、 APCA-1075、CD、アポロン）
30. 全曲集（1999年12月23日、KICX-2560、CD）
31. ビッグスターシリーズ1500（2000年11月22日、KICX-3008、CD）
32. ベスト・アルバム（2000年12月5日、WMP-10018、CD、WATANABE）
33. ドリームCD-BOX（2001年2月21日、KICS-6186/90　5枚組CD-BOX）
34. 全曲集（2001年12月5日、KICX-2720、CD）
35. DO MY BESTリメイク・ベスト（2002年9月19日、EPCE-5174、CD、zetima）
36. コロムビア音得盤シリーズ（2003年1月1日、CD、日本コロムビア）
37. 全曲集パート2（2003年11月6日、KICX-2925、CD）
38. ベストコレクション20（2005年10月19日、COCP-33378、CD、日本コロムビア）
39. 決定版 2006（2005年12月7日、KICX-3353、CD）
40. ゴールデン☆ベスト（2006年12月10日、WMP-60040、CD、WATANABE）
41. ベストセレクション2007（2007年4月11日、KICX-3455/6、2CD）
42. エッセンシャル・ベスト（2007年8月22日、COCP-34470、CD、日本コロムビア）
43. 決定版 2008（2007年11月21日、KICX-3553、CD）
44. ベスト・セレクション2009（2008年11月26日、KICX-3677/8、2CD）
45. ゴールデン☆ベスト布施明 Columbia Years（2009年2月18日、COCP-35445/6、2CD、日本コロムビア）
46. 華麗なる“布施明の世界”〜愛の歌を今あなたに〜（2009年7月8日、KICS-6268/72、5枚組CD-BOX）
47. スペシャルベスト 1965-2009（2009年9月9日、UMCK-1328、CD、ユニバーサル シグマ）
48. 決定版 2010（2009年11月6日、KICX-3765、CD）
49. ベストセレクション2011（2010年12月8日、KICX-3915/6、2CD）
50. 決定版 2012（2011年11月9日、KICX-4025、CD）
51. 決定版 2014（2013年11月6日、KICX-4248、CD）
52. 布施明の世界（2015年5月3日、CD-BOX） - 歌手デビュー50周年記念にユーキャンから発売
53. 究極盤～スーパーベスト～（2015年8月5日、KICX-4486/8、3CD）
54. デビュー50周年スペシャル・コレクションBOX～華麗なる愛の軌跡～①（2015年9月30日、KICX-950/4、5枚組CD-BOX）
55. 決定版 2016（2015年11月11日、KICX-4542、CD）
56. ベストセレクション2017（2017年7月5日、KICX-4542/3、2CD）
57. ゴールデン☆ベスト〜ドラマティック・コレクション〜（2017年7月26日、COCP-40060、ハイ・クオリティCD、日本コロムビア）
58. 決定版 2018（2017年11月8日、KICX-4806、CD）
59. 究極盤～スーパーベスト～（2018年6月6日、KICX-4922/4、3CD）
60. ベストセレクション 2019（2019年4月10日、KICX-5054/5、2CD）
61. 決定版 2020（2019年12月11日、KICX-5109、CD）
62. 甦る昭和歌謡ベスト10（2020年11月4日、KICX-5269、CD）
63. 決定版2022（2021年12月8日、KICX-5432、CD）

## NHK紅白歌合戦出場歴
歌手デビュー3年目の1967年『第18回NHK紅白歌合戦』に初出場以降、1980年『第22回NHK紅白歌合戦』まで14年連続出場した。
1981年『第32回NHK紅白歌合戦』は落選となったが、1987年『第38回NHK紅白歌合戦』へ7年振りに出場。1990年『第41回NHK紅白歌合戦』に3年振り、2000年『第51回NHK紅白歌合戦』に10年振り、2003年『第54回NHK紅白歌合戦』に2年振りと、合計,紅白へ4度カムバックした。以後、2009年『第60回NHK紅白歌合戦』まで7年連続で出演したが当回限りにおいて布施自ら紅白勇退を宣言した後は紅白に出場していない。布施の通算紅白出場・25回は、白組歌手として2020年・第71回の現時点では、歴代11位の記録（紅組歌手も含めると、2020年・第71回の現時点で天童よしみと並び、史上17位タイ記録となる）。
| 年度   | 放送回 | 回 | 曲目                        | 出演順 | 対戦相手          | 備考                    |
| ------ | ------ | -- | --------------------------- | ------ | ----------------- | ----------------------- |
| 1967年 | 第18回 | 初 | 恋                          | 08/23  | 日野てる子        | 紅白歌合戦初出場        |
| 1968年 | 第19回 | 2  | 愛の園                      | 02/23  | 佐良直美          |                         |
| 1969年 | 第20回 | 3  | バラ色の月                  | 01/23  | 青江三奈          | 白組トップバッター      |
| 1970年 | 第21回 | 4  | 愛は不死鳥                  | 18/24  | 都はるみ          |                         |
| 1971年 | 第22回 | 5  | 愛の終りに                  | 22/25  | 弘田三枝子        |                         |
| 1972年 | 第23回 | 6  | マイ・ウェイ                | 22/23  | 水前寺清子        | トリ前                  |
| 1973年 | 第24回 | 7  | 甘い十字架                  | 01/22  | 小柳ルミ子        | 白組トップバッター（2） |
| 1974年 | 第25回 | 8  | 積木の部屋                  | 20/25  | ザ・ピーナッツ    |                         |
| 1975年 | 第26回 | 9  | シクラメンのかほり          | 23/24  | ちあきなおみ      | トリ前（2）             |
| 1976年 | 第27回 | 10 | 落葉が雪に                  | 23/24  | ちあきなおみ（2） | トリ前（3）             |
| 1977年 | 第28回 | 11 | 旅愁〜斑鳩にて〜            | 21/24  | ちあきなおみ（3） |                         |
| 1978年 | 第29回 | 12 | めぐり逢い紡いで            | 21/24  | 由紀さおり        |                         |
| 1979年 | 第30回 | 13 | 君は薔薇より美しい          | 13/23  | 小柳ルミ子（2）   |                         |
| 1980年 | 第31回 | 14 | 愛よその日まで              | 12/23  | 桜田淳子          |                         |
| 1987年 | 第38回 | 15 | そして今は                  | 02/20  | 岩崎宏美          | 7年ぶりに復帰出場       |
| 1990年 | 第41回 | 16 | シクラメンのかほり（2回目） | 24/29  | 八代亜紀          | 3年ぶりに復帰出場       |
| 2000年 | 第51回 | 17 | シクラメンのかほり（3回目） | 19/28  | 松田聖子          | 10年ぶりに復帰出場      |
| 2001年 | 第52回 | 18 | ア・カペラ                  | 12/27  | 伍代夏子          |                         |
| 2003年 | 第54回 | 19 | 君は薔薇より美しい（2回目） | 08/30  | 松浦亜弥          | 2年ぶりに復帰出場       |
| 2004年 | 第55回 | 20 | マイ・ウェイ（2回目）       | 12/28  | 島倉千代子        |                         |
| 2005年 | 第56回 | 21 | 少年よ                      | 04/29  | 坂本冬美          |                         |
| 2006年 | 第57回 | 22 | イマジン                    | 11/27  | 夏川りみ          |                         |
| 2007年 | 第58回 | 23 | 君は薔薇より美しい（3回目） | 07/27  | 香西かおり        |                         |
| 2008年 | 第59回 | 24 | 君は薔薇より美しい（4回目） | 01/26  | 浜崎あゆみ        | 白組トップバッター（3） |
| 2009年 | 第60回 | 25 | マイ・ウェイ（3回目）       | 19/25  | アンジェラ・アキ  | 同回限りで紅白勇退宣言  |

（注意点）
- 対戦相手の歌手名の（ ）内の数字はその歌手との対戦回数、備考のトリ等の次にある（ ）はトリ等を務めた回数を表す。
- 曲名の後の（○回目）は紅白で披露された回数を表す。
- 出演順は「（出演順）／（出場者数）」で表す。

## NHKみんなのうた出演歴
| 曲目           | 初放送                                                  | 再放送 | 収録作品                                                 |
| -------------- | ------------------------------------------------------- | --- | -------------------------------------------------------- |
| 夢急行で15分   | 1983年（昭和58年）10月 - 11月                           | 2014年（平成26年）10月 - 11月▲ | Woman/布施明'83                                          |
| いつまでも旅人 | 1988年（昭和63年）12月 - 1989年（昭和64年→平成元年）1月 | 1997年（平成9年）12月 - 1998年（平成10年）1月▲ 2010年（平成22年）12月 - 2011年（平成23年）1月 2016年（平成28年）8月27日△ 2016年（平成28年）9月24日△ | NHKみんなのうた 55 アニバーサリー・ベスト 〜チョコと私〜 |

（注意点）
- ▲マークはラジオのみの再放送。
- △マークは『みんなのうたリクエスト』枠での再放送。

## 出演
NHK
- 若さとリズム（総合、第1回）
- お笑いオンステージ（1972年、総合）
- NHKのど自慢（総合・ラジオ第1・FM[12]） - 不定期ゲスト
- NHK歌謡コンサート、うたコン（総合）
- ときめき夢サウンド、青春のポップス（総合）
- BS日本のうた、新・BS日本のうた（BS-2・プレミアム）
- 晴れ着、ここ一番（2000年、総合）
- 夢みる葡萄〜本を読む女〜（2003年、総合） - 坂田洋介 役
- 柳生十兵衛七番勝負 島原の乱（2006年、総合） - 酒井忠行 役
- セカンドバージン（2010年10月-12月、総合） - 秋夫ウィリアムターナー 役

日本テレビ系
- シャボン玉ホリデー
- 七つちがい（1971年） - 小川幸助 役
- 水曜グランドロマン
  - 男三昧女三昧（1989年）
  - お市御寮人（1989年）
  - 合鍵の女（1991年）
- 火曜サスペンス劇場
  - 森村誠一の電話魔（1990年）
  - 誰かが聞いている（1991年11月） - 石田哲司 役
  - 向かいの女（1997年）
  - 父と娘の真実（2002年）
  - 警部補 佃次郎20 望郷（2005年） - 大沢康夫 役
- 美咲ナンバーワン!!（2011年） - 玉造敏蔵 役　※レギュラー出演

TBS系
- S・Hは恋のイニシァル（1969年） - 結城一平 役
- 8時だヨ!全員集合
- 8時だョ!出発進行（1971年）※レギュラー出演
- 恋に恋して恋きぶん（1987年） - 倉沢潤一 役
- 月曜ドラマスペシャル
  - 湯けむり仲居純情日記II（1993年）
  - グルメミステリー 漫画家・真行寺華美の殺人レシピ1（1999年）
- 水戸黄門第33部 第20話「地獄酒場は金山の入口 -佐渡-」（2004年） - 半次郎 役

フジテレビ系
- 歌う夢のデイト（1972 - 1973年） - 司会
- 七つの離婚サスペンス「ピエロ」（1993年）
- 花王ファミリースペシャル裸の大将　第58回「清が湖で釣った夢」（1993年） - 倉島獏 役
- ウソコイ（2001年） - 杉野栄之助 役
- WATER BOYS（2003年） - 山岡教頭 役
- こちらお客様相談室クレーム1！～だんご殺人事件 - 天味甘一朗 役

テレビ朝日系
- 土曜ワイド劇場
  - 聖女の国連続殺人（1978年）
  - 目撃証言を頼んだ女（1991年）
  - ブルートレイン「はやぶさ」殺人事件（1993年）
- 火曜ミステリー劇場
  - 死のハネムーン 東京発18時50分（1990年） - 三条良行 役
- 名奉行遠山の金さん 第5シリーズ第1話「桜吹雪が泣いた!」（1993年） - 笹木辰之進 役
- 布施明のグッDAY　※冠番組
- 仮面ライダー響鬼（2005年） - 小暮耕之助 役

テレビ東京系
- オレ達のWell歌夢（2001 - 2003年） - 司会

BS朝日
- 日本の名曲 世界の名曲 人生、歌がある（2019年6月 - 2020年3月） - 司会

ラジオ
- 布施とシローの歌謡曲でいってみよう（文化放送）
- 布施とシローの音楽仕様のおもちゃ箱（文化放送）
- 布施明・コハク色のひととき（1976年、ニッポン放送）
- 布施明の小さな旅立ち（エフエム東京）

映画
- これが青春だ!（1966年、東宝） - 応援団員 役
- 夢は夜ひらく（1967年、日活） - 明 役
- クレージーの殴り込み清水港（1970年、東宝） - 坂本一平太 役
- 喜劇 右むけェ左!（1970年、東宝） - 自衛隊隊員 役
- 喜劇 昨日の敵は今日も敵（1971年、東宝） - ゲスト 役
- 男はつらいよ 翔んでる寅次郎（1979年、松竹） - 小柳邦夫 役
- 愛しのチィパッパ（1986年、松竹） - 姫田研二 役
- ラヂオの時間（1997年、東宝） - 堀ノ内修司 役
- みんなのいえ（2001年、東宝） - 堀ノ内修司 役
- 犬と私の10の約束（2008年、松竹） - 星真一 役

映画吹き替え（版）
- サウンド・オブ・ミュージック 製作40周年記念版（ファミリー・バージョン）フォン・トラップ大佐役

## CM
- サントリー
  - 金ラベル（エキストラ・ゴールド）。金ボトルプレゼントの際には、「アリスのレストラン[注 4]」の替え歌を歌う
  - サマーギフト（1979年放映。「開けてみれば愛」のキャッチコピーで知られる）
- 富士フイルム フジカ オートシリーズ
  - フジカ オート5（1980年） - オリヴィア・ハッセーと共演
  - フジカ オート7（1981年）
- ロート製薬 新V・ロート
- 味の素AGF インスタント紅茶、インスタント烏龍茶（1986年） - オリヴィア・ハッセーと共演
- KDDI au
- JT ルーツ AROMA IMPACT - 「根の歌」を歌うユニット、コーラスジャパンに参加（2010年10月より）
- トヨタ・ラクティスCMソング（2013年1月 - ）
- サントリー ザ・プレミアムモルツ - ナレーション

## 著書
- 『ひこうき雲』立風書房　1976　（エッセイ）
- 『女優・涼子』角川書店　1985　（小説）
- 『パーティー・イズ・オーバー』ワニブックス　2004　（小説）
- 『この手のひらほどの倖せ』文藝春秋　2007　（小説）

## 関連人物
- 朝倉響子 - 布施をモデルにした銅像「憩う」を制作し、長野県長野市に寄贈して同市の城山公園に設置されている[13]。
- 天野正道
- 新垣勉 (歌手) - 少年時代、布施の歌声にあこがれていた。
- いずみたく
- 井上順
- 岩谷時子
- エハラマサヒロ - 持ちネタのひとつ。
- 大塚博堂
- 小椋佳
- 尾崎紀世彦
- 川内康範
- 京田知己
- 西城秀樹 - デビュー当時、布施を兄の様に慕っていた。「青春に賭けよう」SIDE B5「神よ」の作詞作曲を手掛けている。
- 千住明
- 高田純次 - 府中高校で、布施の1学年先輩であった。
- 武田鉄矢
- 平尾昌晃 - 作曲家。2017年7月21日、肺炎で死去（享年79）。同年10月30日平尾の音楽葬に、布施は五木ひろしとデュエットで平尾作曲の「霧の摩周湖」「よこはま・たそがれ」を歌唱した[14][15]。
- ニセ明 - 星野源の友人。星野源のコンサートでたびたび布施明の曲「君は薔薇より美しい」を披露している。布施公認。
- ほいけんた
- マッグガーデン
- 松崎しげる
- 三谷幸喜
- 矢部浩之（ナインティナイン）-  同じ美容室に通っている。

（五十音順）